# Kacper Stalicki
Kacper Stalicki (ur. 31 stycznia 1992 w Prudniku) – polski koszykarz występujący na pozycji rzucającego obrońcy lub niskiego skrzydłowego. Zawodnik Pogoni Prudnik.

## Życiorys
Syn Mariusza, koszykarza Pogoni Prudnik. Uczęszczał do Szkoły Podstawowej nr 4, Gimnazjum nr 1 oraz II Liceum Ogólnokształcącego w Prudniku. Wychowanek Smyka Prudnik. Powołany do reprezentacji Polski U-16. W rozgrywkach mistrzostw Europy U-16 w 2008 był drugim strzelcem reprezentacji oraz zaliczył najwyższą liczbę przechwytów. Grał też w reprezentacji Polski U-18, z którą w 2009 wywalczył awans do dywizji A.
W latach 2008–2010 był zawodnikiem Pogoni Prudnik, grającej wówczas w II lidze. Następnie, do 2013 grał w Treflu Sopot. W 2012 wraz z Treflem zdobył Puchar Polski oraz tytuł wicemistrza Polskiej Ligi Koszykówki. Został także wicemistrzem Polski juniorów starszych U-20.
W 2013 powrócił do Pogoni Prudnik. Awansował z nią w 2014 do I ligi. W sezonie 2016/2017 występował w Astorii Bydgoszcz. Następnie, do 2018 grał w R8 Basket Kraków, po czym ponownie wrócił do Pogoni Prudnik. W połowie sezonu 2019/2020 przerwał grę z powodu kontuzji pleców. Wrócił do niej w sezonie 2023/2024 jako zawodnik Pogoni Prudnik.

## Życie prywatne
Od 2019 żonaty z Izabelą z domu Prościak.